# العلاقات الباهاماسية الجورجية
العلاقات الباهاماسية الجورجية هي العلاقات الثنائية التي تجمع بين باهاماس وجورجيا.

## مقارنة بين البلدين
هذه مقارنة عامة ومرجعية للدولتين:
| وجه المقارنة                                              | باهاماس      | جورجيا                          |
| --------------------------------------------------------- | ------------ | ------------------------------- |
| المساحة (كم2)                                             | 13.88 ألف    | 69.70 ألف                       |
| عدد السكان (نسمة)                                         | 395.36 ألف   | 3.72 مليون                      |
| الكثافة السكانية (ن./كم²)                                 | 28.48        | 53.37                           |
| العاصمة                                                   | ناساو        | تبليسي، كوتايسي                 |
| اللغة الرسمية                                             | لغة إنجليزية | اللغة الجورجية، اللغة الأبخازية |
| العملة                                                    | دولار بهامي  | لاري جورجي                      |
| الناتج المحلي الإجمالي (بليون دولار)                      | 12.16 مليار  | 15.16 مليار                     |
| الناتج المحلي الإجمالي (تعادل القوة الشرائية) بليون دولار | 8.92 مليار   | 35.68 مليار                     |
| الناتج المحلي الإجمالي الاسمي للفرد دولار أمريكي          | 22.82 ألف    | 3.79 ألف                        |
| الناتج المحلي الإجمالي للفرد دولار أمريكي                 |              |                                 |
| مؤشر التنمية البشرية                                      | 0.790        | 0.754                           |
| رمز المكالمات الدولي                                      | +1242        | +995                            |
| رمز الإنترنت                                              | .bs          | .ge، .გე ‏                       |
| المنطقة الزمنية                                           | 00           | ت ع م+04:00                     |

## منظمات دولية مشتركة
يشترك البلدان في عضوية مجموعة من المنظمات الدولية، منها:
| علم المنظمة | اسم المنظمة                   | تاريخ انضمام باهاماس | تاريخ انضمام جورجيا |
| ----------- | ----------------------------- | -------------------- | ------------------- |
|             | يونسكو                        | 23 أبريل 1981        | 7 أكتوبر 1992       |
|             | الفريق المعني برصد الأرض      | ?                    | ?                   |
|             | مؤسسة التمويل الدولية         | 8 ديسمبر 1986        | 29 يونيو 1995       |
|             | مؤسسة التنمية الدولية         | 23 يونيو 2008        | 31 أغسطس 1993       |
|             | الاتحاد البريدي العالمي       | ?                    | ?                   |
|             | الاتحاد الدولي للاتصالات      | 19 أغسطس 1974        | 7 يناير 1993        |
|             | الأمم المتحدة                 | 18 سبتمبر 1973       | 31 يوليو 1992       |
|             | البنك الدولي للإنشاء والتعمير | 21 أغسطس 1973        | 7 أغسطس 1992        |

## وصلات خارجية
- موقع وزارة الخارجية الجورجية